# Mezinárodní letiště Phoenix Sky Harbor
Mezinárodní letiště Phoenix Sky Harbor (IATA: PHX, ICAO: KPHX, FAA LID: PHX), anglicky Phoenix Sky Harbor International Airport, je civilní letiště, které se nachází 5 km východně od města Phoenix v okrese Maricopa v Arizoně, USA. Je hlavním letištěm v tomto státu a jedním z největších leteckých zařízení na americkém jihozápadě. V současné době je letiště ve Phoenixu devátým nejvytíženějším letištěm ve Spojených státech.